# Філоненко Людомир Павлович
Людоми́р Па́влович Філо́ненко (* 15 квітня 1961, Володимир, Волинська область) — український музикознавець, педагог-піаніст. Доктор філософії, завідувач кафедри музикознавства та фортепіано Дрогобицького державного педагогічного університету імені Івана Франка (2006-2022). Член Національної спілки композиторів України, голова Дрогобицького осередку НТШ (музикологічно-фольклористична комісія), член Асоціації педагогів-піаністів України. Брат композитора Юрія Філоненка.

## З життєпису
Навчався у Львівському державному музичному училищі імені Станіслава Людкевича (1976—1980, клас ф-но Л. Єфіменко), Львівській державній консерваторії імені Миколи Лисенка (1980—1985, клас ф-но доцент Ю. Хурдєєва; клас концкласу Заслужена артистка України, професор Я. Матюха; клас камерного ансамблю, доцент Т. Шуп′яна).
Підготував низку клавірабендів, до яких включає твори Й. Баха, В. Моцарта, Л. Бетховена, Ф. Шопена, Р. Шумана, М. Лисенка, В. Барвінського та ін. Виконав Концерт для ф-но та симфонічного оркестру Фа-мажор Дж. Гершвіна (Львів, 15 та 16 квітня 1983, диригент Р. Филипчук).
Від 1987 року перебуває на педагогічній роботі в Дрогобицькому державному педагогічному університеті ім. Івана Франка, поряд з викладанням гри на фортепіано, активно концертує як піаніст-виконавець, популяризуючи призабуті шедеври української й світової класики як соліст, а також в співдружності з О. Корчинським.
Протягом 1991—1994 рр. — навчався в аспірантурі Інституту педагогіки АПН України, після закінчення якої успішно захистив дисертацію на тему «Українська музична культура як компонент професійної підготовки майбутнього вчителя музики» (11 листопада 1994, наук. керівник канд. педаг. наук, ст. науковий співробітник Л.Масол).
У 1992 році вступає до Асоціації піаністів-педагогів України. Рішенням Колегії Міністерства освіти та Постанови президії Комітету по Державних преміях України в галузі науки і техніки від 11 травня 1995 року Л. Філоненку присуджено стипендію Кабінету Міністрів України для молодих учених. Від 1997-го — член Наукового Товариства імені Тараса Шевченка; від 1999-го — заступник Голови Товариства імені Василя Барвінського; від 2000-го року — член Національної Спілки композиторів України, від 2005-го — відповідальний секретар Дрогобицької організації Національної Спілки композиторів України. 1 вересня 2006 був обраний на посаду завідувача кафедри музикознавства та фортепіано Дрогобицького державного педагогічного університету імені Івана Франка. Від 23 березня 2007 року — Голова Дрогобицького осередку НТШ (музикознавчо-фольклористична комісія), а 16 листопада 2009 року рішенням ВАК України отримав звання доктора філософії.
У науковому доробку Л. Філоненка понад 300 публікацій, присвячених українським композиторам, які тривалий час були у забутті: М. Вербицькому, С. Воробкевичу, М. Завадському, Д. Січинському, О. Нижанківському, М. Гайворонському, Я. Барничу, В. Барвінському, М. Тележинському, А. Річинському, а також сучасним композиторам П. Коржу, М. Ластовецькому, Р. Сов'яку, М. Тимофіїву, В. Шлюбику, Ю. Філоненку, А. Школьніковій та ін.

## Окремі видання
- 1. Філоненко Л. Ярослав Барнич: Науково-популярний нарис про життя та творчість. Монографія. Дрогобич: Відродження, 1999. 150 с.
- 2. Ярослав Барнич. Вибрані  твори:Навчально-методичний посібник  / Ред.-упор. Л. Філоненко. Дрогобич: Коло, 2004. 95 с.
- 3. Барвінський Василь. Три прелюдії:Навчально-методичний посібник / Ред.-упор.: Л. Філоненко, В. Сенкевич.Дрогобич: Коло, 2006. 32 с.
- 4. Дитячі твори для фортепіано Ярослава Барнича: Навчально-методичний посібник / Ред.-упор. Л. Філоненко. Дрогобич: Коло, 2007. 36 с.
- 5. Шлюбик Володимир. Дитячий альбом для баяна (акордеона): Навчально-методичний посібник / Упор. Л. Філоненко. Дрогобич: Посвіт, 2007. 40 с.
- 6. Твори українських композиторів для двох фортепіано:Навчально-методичний посібник / Ред.-упор.: Л. Філоненко.Дрогобич: Посвіт, 2008. 63 с.
- 7. Фольклористична діяльність Михайла Тимофіїва: Навчально-методичний посібник / Упор.: Л. Філоненко, О. Німилович. Дрогобич: Ред.-вид. відділ ДДПУ ім. І. Франка, 2009. 138 с.
- 8. Свята до музики любов. Пісні для молоді Юрія Філоненка: Навчально-методичний посібник / Ред.-упор. Л. Філоненко. Дрогобич: Посвіт, 2009. 96 с.
- 9. Три прелюдії Василя Барвінського:Навчально-методичний посібник / Ред.-упор.: Л. Філоненко.Дрогобич: Посвіт, 2010. Вид. друге. 36 с.
- 10. Ярослав Барнич. Дитячі твори для фортепіано:Навчально-методичний посібник / Ред.-упор.: Л. Філоненко, Н. Філоненко.Дрогобич: Посвіт, 2011. Вид. друге. 36 с.
- 11. Володимир Шлюбик. Пісні та романси:Навчально-методичний посібник / Ред.-упор.: Л. Філоненко.Дрогобич: Посвіт, 2011. 97 с.
- 12. Гомін Підгір’я: Альманах / Упор.: Л. Філоненко, М. Базар, Й. Фиштик. Дрогобич: Посвіт, 2012. Вип. XVIII. 108 с.
- 13. Фольклористична діяльність Михайла Тимофіїва:Навчально-методичний посібник / Упор.: Л. Філоненко, О. Німилович.Івано-Франківськ: «Місто НВ», 2012. Вид. друге, виправлене і доповнене. 196 с.
- 14. Василь Барвінський і сучасна музична культура: Науковий збірник / Ред.-упор.: В. Грабовський, Л. Філоненко, О. Німилович. Дрогобич: Посвіт, 2012. 328 с.
- 15. Філоненко Л., Молчко У. Жанр біографічного нарису в музично-публіцистичній творчості Михайла Тележинського // Музичне мистецтво Волині ХІХ-ХХ століть. Колективна монографія. Луцьк: ПВД «Твердиня», 2012. С. 51-79.
- 16. Орест Яцків: Спогади. Матеріали. Статті: Науковий збірник / Ред.-упор.: Л. Філоненко, О. Німилович.Дрогобич: Посвіт, 2012. Дрогобич: Посвіт, 2012. 416 с.
- 17. Роман Сов’як: митець і людина:Навчально-методичний посібник / Ред.-упор.: Л. Філоненко, О. Німилович.Дрогобич: Посвіт, 2014. 248 с.
- 18. Роман Сов’як. Соната для фортепіано ля-мінор: Навчально-методичний посібник / Ред.-упор., вст. ст. Л. Філоненко. Дрогобич: Посвіт, 2015. 24 с.
- 19. Ластовецький М. Фортепіанні п’єси для дітей та юнацтва:Навчально-методичний посібник / Ред.-упор.: Л. Філоненко, З. Ластовецька-Соланська.Дрогобич: Коло, 2015. Зошит 2. 116 с.
- 20. Анна Школьнікова. Одинадцять етюдів для фортепіано:Навчально-методичний посібник / Ред.-упор.: Л. Філоненко, В. Шафета. Дрогобич: Посвіт, 2016. 64 с.
- 21. Ярослав Барнич. Вибрані твори:Навчально-методичний посібник / Упор. Л. Філоненко.Дрогобич: Посвіт, 2016. Вид. друге. 140 с.
- 22. Гомін підгір’я: Альманах / Упор.:Й. Палятинський, Л. Філоненко, О. Німилович, та ін. Дрогобич: Посвіт, 2016. Вип. XXVIII. 116 с.
- 23. Ластовецький Микола. Фортепіанні п’єси для дітей та юнацтва (Зошит 3):Навчально-методичний посібник / Ред.-упор.: Людомир Філоненко, Зоряна Ластовецька-Соланська. Дрогобич: Посвіт, 2016. 128 с.
- 24. Гомін Підгір’я: Альманах / Упор. Л. Філоненко, А. Школьнікова, К. Сятецький та ін.Дрогобич: Посвіт, 2016. Вип. ХХІХ. 120 с.
- 25. Гомін підгір’я: Альманах / Упор.О. Франко, В. Кобилюх, Л. Філоненко та ін.Дрогобич: Посвіт, 2016. Вип. ХХХ. 112 с.
- 26. Святослав Процик. Спогади. Матеріали. Статті: Науковий збірник / Упор. Л. Філоненко, О. Німилович. Дрогобич: Посвіт, 2016. 292 с.
- 27. Корж Петро. Пори року: Навчально-методичний посібник / Вступна стаття та редагування Л. Філоненко, В. Кузьо. Дрогобич: Посвіт, 2017. 32 с.
- 28. Кафедрі музикознавства та фортепіано – 50: Біобібліографічний довідник / Ред.-упор.: Л. Філоненко, О. Німилович. Дрогобич: Посвіт, 2017.  120 с.
- 29. Форма етюду у фортепіанній творчості українських композиторів (на матеріалі «Одинадцяти етюдів» Анни Школьнікової):Навчально-методичний посібник. / Упор. Л. Філоненко.Дрогобич: Ред.-вид. відділ ДДПУ ім. І. Франка, 2017. 24 с.
- 30. Корж П. В. На смішній хвилі (Гуморески): Навчально-методичний посібник / Упор. Л. Філоненко.Дрогобич: Посвіт, 2017. 44 с.
- 31. Школьнікова Анна, Філоненко Юрій. Пісні: Навчально-методичний посібник / Ред.-упор.: Л. Філоненко, В. Кузьо, В. Шафета. Дрогобич: Посвіт, 2018. 68 с.
- 32. Ластовецький Микола. Фортепіанні п’єси для дітей та юнацтва (зошит 4): Навчально-методичний посібник / Ред.-упор.: Л. Філоненко, З. Ластовецька-Соланська.Дрогобич: Посвіт, 2018. 148 с.
- 33. Барнич Ярослав. Гуцулка Ксеня. Оперета. Лібрето: Навчальний посібник / Вст. стаття та ред. Людомир Філоненко.Дрогобич: Посвіт, 2019. 57 с.
- 34. Барнич Ярослав. Гуцулка Ксеня. Оперета. Партитура: Навчальний посібник / Музична редакція Олександра Драгана, ред.-упор. Людомир Філоненко. Дрогобич: Посвіт, 2019. 251 с.
- 35. Фортепіанні п’єси для дітей та юнацтва (зошит 5) Миколи Ластовецького:Навчально-методичний посібник. / Ред.-упор.: Людомир Філоненко, Зоряна Ластовецька-Соланська. Дрогобич: Посвіт, 2019.148 с.
- 36. Барвінський Василь. Вісім прелюдій для фортепіано:Навчально-методичний посібник / Ред.-упор., вст. ст.: Л. Філоненко, О. Німилович. Дрогобич: Посвіт, 2019. 64 с.
- 37. Володимир Шлюбик. Вибрані твори для баяна (акордеона):Навчально-методичний посібник / Ред.-упор., вст. ст. Л. Філоненко.Дрогобич: Посвіт, 2020. 44 с.
- 38. П’єси для фортепіано композиторів України:Навчально-методичний посібник. / Ред.-упор. Л. Філоненко. Дрогобич: Посвіт, 2022. 36 с.